# Prince Kwabena Adu
Prince Kwabena Adu (* 23. září 2003 Sunyani) je ghanský profesionální fotbalista, který hraje na pozici útočníka za český klub FC Viktoria Plzeň.

## Klubová kariéra

### Bechem United
Adu je odchovancem ghanského klubu Bechem United. V A-týmu klubu debutoval 29. prosince 2019 ve věku 16 let a při svém debutu také vstřelil gól. Ve své debutové sezóně se okamžitě stal jedním z klíčových hráčů klubu, čímž přilákal pozornost evropských klubů. V říjnu 2020 byl zařazen deníkem The Guardian mezi 60 největších talentů světového fotbalu.

### Isloch Minsk
V únoru 2023 odešel Adu do běloruského klubu FC Isloch Minsk Raion. V běloruské nejvyšší soutěži nastoupil Adu do 14 utkání, vstřelil 6 branek a přidal 3 asistence.

### Kryvbas
V září 2023 přestoupil do ukrajinského klubu Kryvbas, s nímž podepsal čtyřletou smlouvu. V sezóně 2023/24 přispěl Adu dvěma brankami ke konečné třetí příčce v ukrajinské lize a k postupu do pohárové Evropy. 8. srpna 2024 si odbyl svůj debut v evropských pohárech, v utkání třetího předkola Evropské ligy proti Viktorii Plzeň skóroval, nicméně prohře 1:2 zabránit nedokázal.

### Viktoria Plzeň
Kwabena Adu přestoupil 28. srpna 2024 do českého prvoligového klubu FC Viktoria Plzeň. S klubem podepsal tříletý kontrakt. Svůj debut si odbyl 1. září, když se objevil v základní sestavě trenéra Miroslava Koubka při remíze 1:1 se Slovanem Liberec. 26. září poprvé nastoupil v dresu Viktorie do utkání evropských poháru; Adu odehrál celé utkání ligové fáze Evropské ligy proti Eintrachtu Frankfurt a svým prvním gólem ve svém novém angažmá pomohl Plzni k zisku bodu za remízu 3:3. O tři dny později se poprvé střelecky prosadil také v české nejvyšší soutěži, a to při remíze 1:1 s Mladou Boleslaví. 19. října Adu dvěma brankami rozhodl o výhře 3:1 nad Baníkem Ostrava a o týden později vstřelil jediný gól utkání proti pražské Spartě. Za své výkony byl Adu odměněn oceněním pro nejlepšího hráče české nejvyšší soutěže za měsíc říjen. 7. listopadu potvrdil svou střeleckou formu a gólem pomohl Viktorii k překvapivé výhře 2:1 nad Realem Sociedad v Evropské lize. Během listopadu byl ale Adu nucen vycestovat do Ghany z důvodu vypršení platnosti jeho pracovního povolení.